# Rink hockey
Ne doit pas être confondu avec Roller in line hockey.
Le rink hockey, appelé aussi hockey sur patins, est une discipline de hockey sur patins à roulettes. Ce sport collectif se pratique avec des patins traditionnels plus communément appelés quads et une crosse en bois ou, plus rarement, en carbone. Appelé hardball hockey aux États-Unis et rollhockey en Allemagne.
Le rink hockey se joue à cinq (un gardien et quatre joueurs de champ), plus les remplaçants, sur une piste rectangulaire (le rink) usuellement en béton ou en plancher. Le but est de marquer dans le but adverse avec une balle ronde. Le contact y est interdit.
Apparu en 1877, il est d'abord dominé par l'Angleterre jusqu’à la Seconde Guerre mondiale, mais les pays latins (Espagne, Argentine, etc.) ont depuis les années cinquante mainmise sur les grandes compétitions internationales.
Dans des pays tels que le Portugal, l'Espagne, l'Italie et l'Argentine, le rink hockey est un sport professionnel extrêmement populaire attirant des foules passionnées. Certaines personnalités de ces pays ont d'ailleurs un lien avec ce sport. L'ancien président du Comité international olympique, Juan Antonio Samaranch, fut un joueur puis entraîneur de rink hockey.

## Étymologie et usages
Le mot rink, qui signifie habituellement patinoire ou piste de patinage à roulettes en anglais, est issu dans cette langue du scots rink, lui-même issu de l’ancien français renc ou reng, signifiant « rang » ou « ligne », de la racine proto-germanique *hringaz, « courbe » ou « cercle » et rattaché à la racine indo-européenne *sker, « couper ». Il a probablement pris son sens par confusion avec l’anglais ring, dont l’un des sens est celui d’aire de jeu.
Le mot hockey, qui désigne la famille de sports éponyme et en premier lieu le hockey sur gazon, vient de l’anglais hockey, lui-même peut-être issu de l’ancien français hoquet, d’origine germanique et signifiant « bâton recourbé »,.
Le plus vieil usage connu du mot rink hockey date de 1877, dans le quotidien britannique Freeman’s Journal, qui publie une publicité pour un match de rink hockey entre le club de l'Université de Hurley et le Hammersmith RHC. Le mot est ensuite adopté en français en même temps que la discipline, le premier usage répertorié date de 1911, dans le no 266 de L'Aéro. Jusqu'à la Seconde Guerre mondiale cependant, le terme hockey sur patins à roulettes reste largement utilisé.
Le plus vieil ouvrage américain concernant le rink hockey porte le nom de Henley's official polo guide. Il est écrit en 1885 mais nomme ce sport polo, sans distinction avec le sport pratiqué à cheval. Le jeu est par la suite appelé hardball (balle dure en anglais), en opposition à la crosse au champ nommée softball (balle molle).
Le sport porte les noms rollhockey en allemand, hockey patines en espagnol ou encore hóquei em patins en portugais.
En Inde, la discipline dénommée rink hockey désigne la pratique en salle du hockey sur gazon.

## Histoire

### Genèse

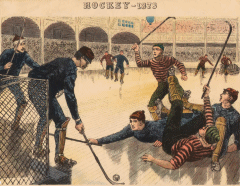
Illustration du premier match officiel (1878).

L'homme généralement associé à la création du rink hockey est Edward Crawford, un Américain originaire de Chicago, qui introduisit en Angleterre une variante du hockey sur glace pouvant se jouer sur le bois durant la seconde moitié du XIXe siècle,. Le premier match consigné de rink hockey a été joué au Danemark rink de Londres en 1878.
Ce sport devient très rapidement populaire aussi bien en Angleterre où la The men hockey association, la première organisation de rink-hockey, voit le jour en 1875, qu'aux États-Unis, où, en 1885, sept ligues coexistent, ayant chacune ses propres règles : la Western league, la Ohio Valley League, la New England League, la New York League, la Massachusetts League, la Southern New England league et la Western New England League.
La date souvent considérée comme celle de la création du rink hockey moderne est le 16 janvier 1886, date de création de la Hockey Association au Canon Street Hotel de Londres, première fédération de rink hockey,.
En 1883, le rink hockey est pratiqué en Californie sous le nom de roller polo. Il est déjà considéré comme un sport populaire.
Dès 1897, preuve de l'engouement provoqué aux États-Unis par ce sport, les prestigieuses universités de Yale, Harvard et de Pennsylvanie participent à un championnat universitaire. La Navy pratique elle aussi ce sport.

### Internationalisation et domination anglaise

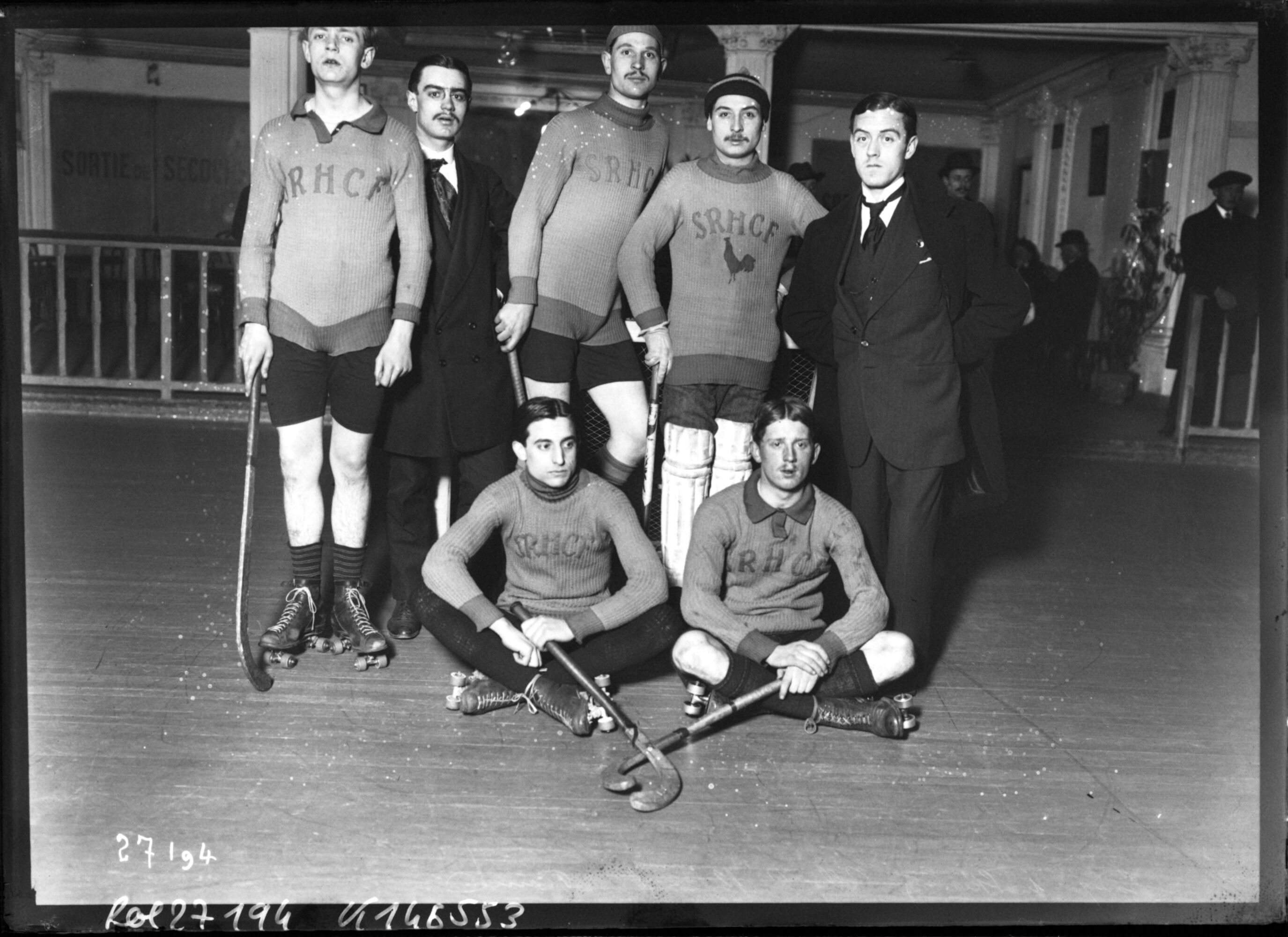
Photo du Skating Roller Hockey Club de France prise en 1913.

Au début du XXe siècle, en Angleterre, le rink hockey se généralise. Des stars du cinéma anglais le pratiquent, comme Stan Laurel ou Charlie Chaplin. Mais surtout, il commence à s'exporter dans d'autres pays.

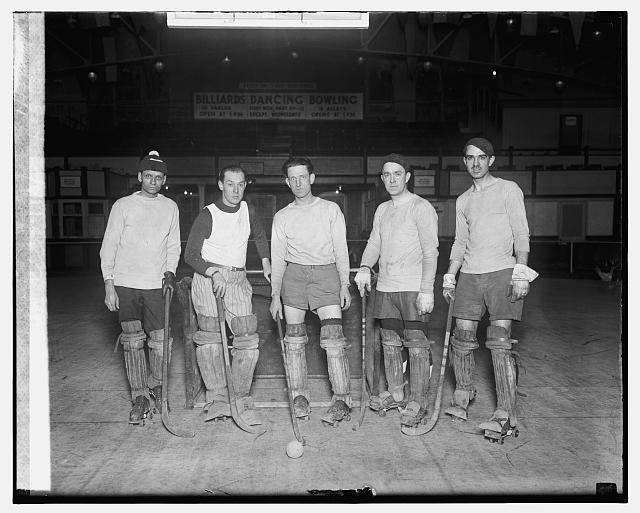
Photo d'une équipe américaine datant du 15 janvier 1926.

En 1904, la première piste de hockey apparaît au Mozambique, alors colonie portugaise, marquant l'arrivée du rink hockey en Afrique. Des Anglais fortunés venus en touristes au bord du lac Léman au début du XXe siècle introduisent le sport en Suisse. En 1911, le premier club suisse de rink-hockey, le HC Montreux, est né. Le club domine le championnat de Suisse entre 1924 et 1966, remportant quarante titres de champion, ne perdant le titre qu'en 1942 au profit du Zurcher RSC. 1911 est également la première année du championnat de France, remporté par le HC Orléans, auquel participent le HC Fresnoy à Tourcoing dans le département du Nord, créé la même année, et l' "American" de Dunkerque, créé une année plus tôt. Le rink hockey apparaît ensuite au Portugal et en Italie en 1912 et en 1915 en Espagne.

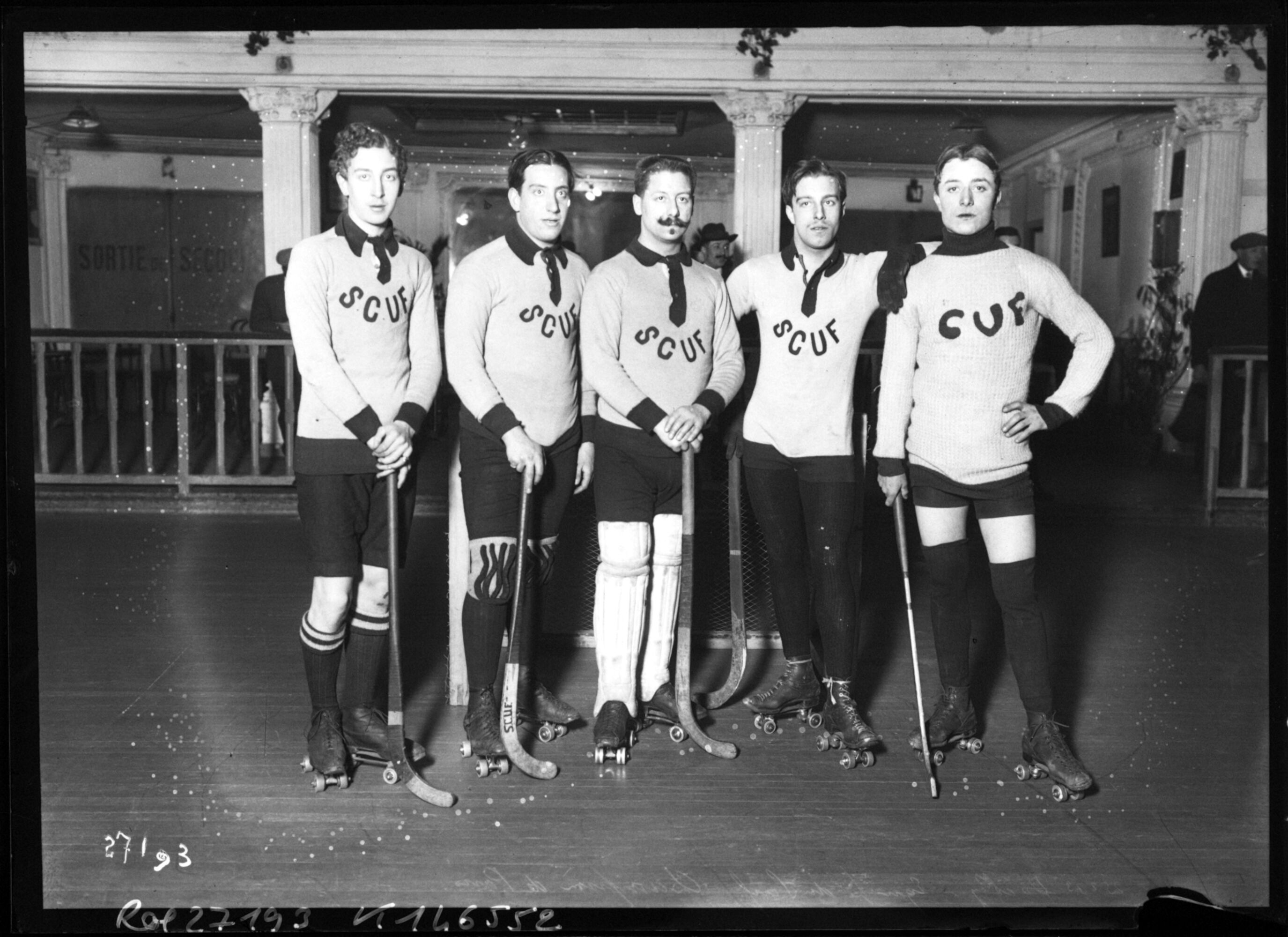
Photo du Sporting Club Universitaire de France, champion de Paris, prise le 25 février 1913.

En 1910 à Dublin, le premier match international de rink-hockey a lieu ; il voit l'affrontement de l'Angleterre à l'Irlande. Ce match est remporté 7 à 2 par les Anglais. Trois ans plus tard, du 6 au 11 janvier 1913, le premier tournoi international entre clubs est organisé par The Amateur rink hockey Association à Londres. Le HC Fresnoy est une des seize équipes à y participer, terminant quatrième du classement général. La première compétition internationale de rink hockey est la coupe des nations. Elle est créée en 1921 et se déroulait tous les ans à Montreux, avant d'adopter un rythme bisannuel. Parallèlement, le rink hockey se développe en Afrique à la fin des années 1920. En effet, en 1930, l'Égypte a un championnat national.

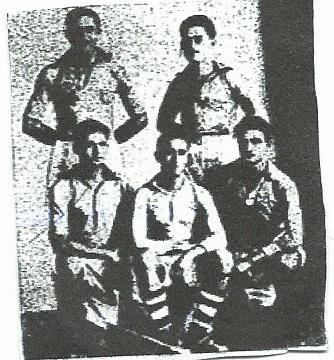
Photo de l'équipe championne d’Égypte 1930.

C'est dans la ville de Montreux qu'est fondée en avril 1924 sous l'impulsion de Fred Renkewitz et d'Otto Mayer, la Fédération internationale de patinage à roulettes, premier organisme de rink hockey international. Elle devient par la suite la Fédération internationale de roller sports, mais à sa création la fédération ne regroupe que quatre pays : la France, la Suisse, l'Angleterre et l'Allemagne Fred Renkewitz devient le premier président de la fédération, poste qu'il conservera jusqu'en 1960. La fédération organise le premier championnat d'Europe en 1926 à Herne Bay, en Angleterre. En plus des quatre nations fondatrices, la Belgique et l'Italie participent à la manifestation. Chaque nation affronte à tour de rôle les autres équipes et à l'issue de la compétition, un classement est établi, l'équipe d'Angleterre finissant à la première place avec quatre victoires et un match nul contre l'équipe de France, deuxième du classement. L'Angleterre remporte par la suite les onze éditions suivantes du championnat d'Europe.
En 1936, la première édition du championnat du monde a lieu à Stuttgart, dans l'Allemagne nazie. Cette première édition, remportée par l'équipe d'Angleterre qui remporte également la suivante, ne regroupe que des nations européennes, et tient alors aussi lieu de championnat d'Europe,,,.
Il faut attendre trente-sept ans pour que, en 1947, l'équipe d'Angleterre soit battue pour la première fois de son histoire lors du championnat du monde à Lisbonne par la Belgique sur le score 6 à 0, mettant ainsi fin à la suprématie anglaise.

### De l'après-guerre à nos jours: la domination latine

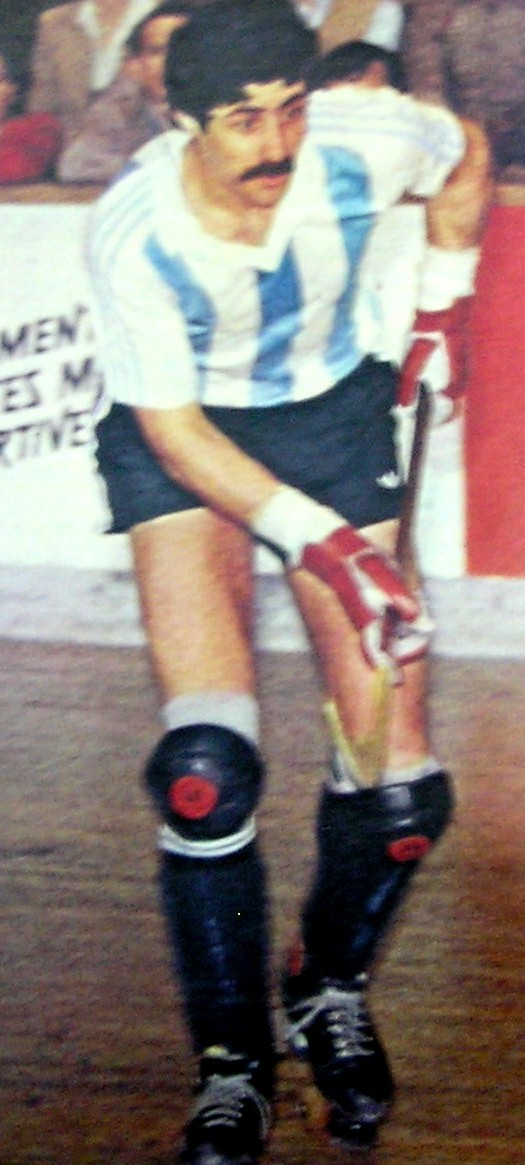
Daniel Martinazzo champion du monde 1978 et 1984 avec l'équipe d'Argentine en 1982.

Durant la Seconde Guerre mondiale, aucun championnat d'Europe ou championnat du monde n'est joué. Les premières compétitions suivant la fin de la Seconde Guerre mondiale sont marquées par plusieurs points : 
- Jusqu'en 1956, les championnats d'Europe et du monde se jouent en même temps[38],
- La suprématie portugaise qui remporte les tournois entre 1947 et 1950, soit quatre titres consécutifs[39].
- L'apparition d'équipes extra-européennes, avec la participation de l'Égypte en 1948[40],[41], puis celle du Chili en 1955, année qui voit pour la première fois des équipes de trois continents différents s'affronter.

Le Portugal est rejoint au sommet par l'équipe d'Espagne qui lui enlève son titre de champion du monde en 1951. Cette dernière est « venue plus tard au hockey que les Portugais ». En rink hockey, comme pour les autres sports, il y a une fort rivalité entre l'Espagne et le Portugal. Le Mozambique fourni alors au Portugal de nombreux joueurs. À la fin des années 1960, des pays comme l'Allemagne ou la Belgique sont considérés comme ayant un niveau inférieur à celui du Portugal. Mais ce dernier connaît au début des années 1970, une baisse de niveau induit par des problèmes financiers. Il s'ensuit depuis l'après-guerre une longue série de dominances successives entre l'Espagne et le Portugal, qui n'est toujours pas terminée puisque les deux nations comptent respectivement quinze et seize titres de champions du monde en 2015.
Cette domination bipolaire n'est troublée que par l'Italie vainqueur des mondiaux de 1953, 1986, 1988 et 1997 et par l'Argentine, seule équipe extra-européenne à avoir remporté le championnat du monde en 1978, 1984, 1995, 1999 et 2015.
En 1982, le championnat du monde à Barcelos et à Lisbonne regroupe vingt-deux équipes des cinq continents. Le Comité international de rink hockey décide alors de créer le championnat du monde B, regroupant les moins bonnes sélections nationales. La première édition se déroule à Paris et est remportée par l'équipe de France. Il se déroule tous les deux ans depuis, en alternance avec le championnat du monde A.
À partir des années 1990, l'Argentine commence à faire sa place parmi le duo ibérique et l'Italie.
En 1992, le comité d'organisation des jeux olympiques d'été de 1992 à Barcelone décida d'inclure le rink hockey comme sport de démonstration en raison de la grande popularité de ce sport en Catalogne,. Ce tournoi sera remporté par l'Argentine.
En 2004, une sélection de la communauté autonome espagnole de Catalogne participe au championnat du monde B à Macao qu'elle remporte. C'est la première fois, tous sports confondus, qu'une sélection régionale remporte une compétition officielle internationale de ce niveau. L'équipe d'Espagne menaçant de boycotter le championnat du monde A 2005, le CIRH n'autorisa pas la Catalogne à participer à cette compétition, ne la considérant pas comme membre à part entière de la compétition.
Les années 2005 à 2014 sont marqués par une domination incontestée de l'équipe d'Espagne, comparable à celle de l'équipe d'Angleterre durant l'entre-deux guerres. Grâce à une génération dorée, composée notamment de Pedro Gil et Marc Gual, l'Espagne remporte cinq championnats du monde et sept championnats d'Europe d'affilée. Mais au milieu des années 2010, alors que la génération dorée devient trentenaire, cette domination semble contestée: en 2014, les équipes d'Italie et d'Argentine mettent fin à dix ans d'hégémonie espagnole en remportant le championnat d'Europe en 2014 puis le championnat du monde en 2015.

## Règles

### Principes du jeu

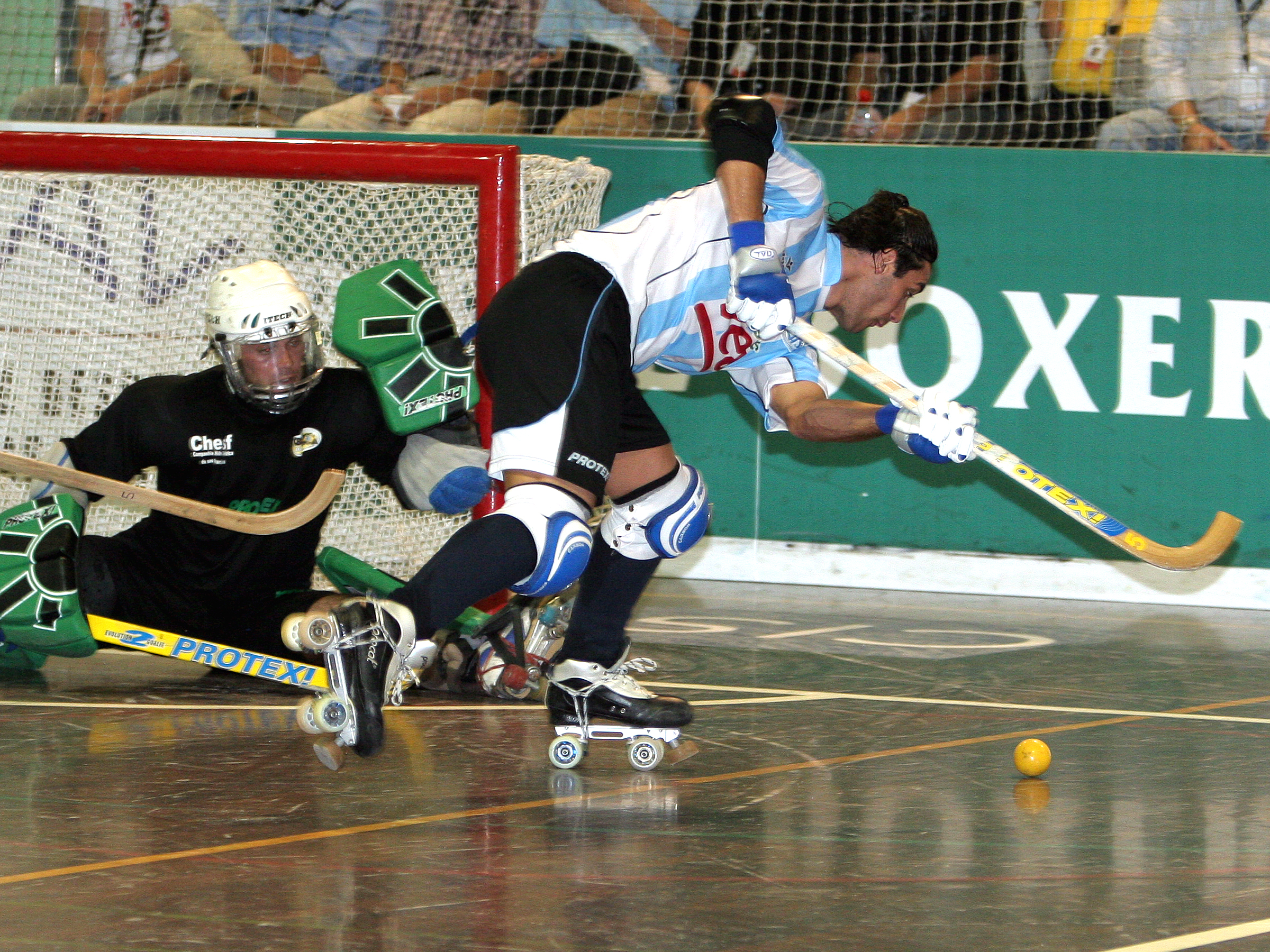
Joueur argentin en position de tir lors du Championnat du monde 2007.

Le rink hockey est un sport collectif où deux équipes s'affrontent. Chaque équipe est composée de cinq joueurs dont un gardien. En plus des joueurs sur le terrain, chaque équipe peut compter cinq remplaçants dont un gardien remplaçant ; ainsi une équipe inscrite pour une rencontre compte au maximum dix joueurs dont deux gardiens de buts. Lors des compétitions internationales pour les joueurs masculins et seniors, soit au-dessus de 22 ans, une équipe peut utiliser jusqu'à onze joueurs dont trois gardiens pour les différentes rencontres, mais pour chaque match seulement dix joueurs sont inscrits sur la feuille de match officielle. Au cours d'une rencontre le nombre de remplacements est illimité : un joueur peut entrer et sortir du terrain autant de fois que souhaité.
Les deux équipes s'affrontent pour faire entrer la balle dans le but adverse, les joueurs ne peuvent marquer qu'avec leur crosse et sont sur des patins à roulettes. Un but marqué contre son camp sera validé quelle que soit la partie du corps que le défenseur a utilisé pour marquer.
La fédération internationale définit qu'une partie de rink hockey est composée de deux mi-temps de 15 minutes pour les joueurs de moins de 15 ans. Pour les catégories plus âgées, les deux mi-temps passent à 20 minutes, plus les prolongations en cas d'égalité lorsqu'il est nécessaire de désigner un vainqueur. Chaque fédération nationale a cependant le droit de changer les temps de jeu pour les différentes catégories avec un maximum de 25 minutes par mi-temps. Le découlement du temps est arrêté à chaque arrêt de jeu, depuis une décision prise par la fédération internationale en 1963 à Porto.

### Règlement

#### Règles
Le rink hockey, comme tous les sports, possède de nombreuses règles de jeu et interdiction. Parmi elles, il est interdit de :
- bousculer, pousser, tenir, crocheter un adversaire ;
- jouer la balle avec une partie du corps[FIRS 5] ;
- tout type d'anti-jeu :
  - faire revenir la balle dans sa zone de défense plus de 5 secondes (retour en zone)[FIRS 6],
  - mettre plus de 10 secondes entre la prise de balle et l’entrée dans la zone d’attaque,
  - mettre plus de 45 secondes entre la prise de balle et un tir[FIRS 7] ;
- lever la balle à plus de 1,50 m (sauf pour le gardien de but), de la faire sortir du terrain ou de la faire toucher un élément extérieur au terrain (murs en dehors des balustrades, plafond de la salle, etc.) ;
- manquer de respect envers les officiels, les joueurs ou bien le public ;
- jouer à terre, sauf pour les gardiens qui en ont l'autorisation seulement dans leur surface de réparation.

#### Pénalités
Ces fautes sont sanctionnées en fonction de leur gravité, éventuellement par une sanction adressée au joueur, mais principalement par une pénalisation de l'équipe lors de la reprise du jeu.
Un joueur peut être sanctionné par une échelle de sanctions allant de la faute simple jusqu'à l'expulsion définitive par l'intermédiaire d'un carton rouge. Le carton jaune n'existe plus en France depuis 2010, en revanche il existe un carton bleu visant à expulser temporairement un fautif :
- une faute simple ou faute technique. Le joueur n'est pas sanctionné.
Ce type de faute est sifflé lorsque le joueur fait sortir la balle du terrain, reste immobile avec celle-ci derrière le but ou lorsque le gardien se saisit de la balle (il doit seulement la contrer, la dévier) ;
- une faute légère. Un avertissement oral est donné au joueur, en cas de récidive il est sanctionné d'un carton bleu, puis par un carton rouge.
 Les fautes légères sont par exemple le fait pour un joueur de jouer la balle avant le coup de sifflet après avoir demandé les trois mètres, pour un gardien de bouger avant que le joueur n'exécute un coup franc direct ou un penalty ;
- une faute d’équipe[FIRS 8]. Les fautes d'équipes se cumulent collectivement et sont comptées par la table de marque. Un coup franc direct est accordé à la dixième faute d’équipe puis toutes les cinq fautes d’équipe, quel que soit l'emplacement de la faute sifflée.
Une faute d'équipe est sifflée lorsqu'un gardien joue sans crosse, ou lorsqu'un joueur soulève la crosse de l'adversaire qui est en possession de la balle.

Lorsqu'un joueur est sanctionné par un carton, il ne peut plus rentrer durant un certain laps de temps sur le terrain, et est obligé de se placer dans un emplacement prévu pour accueillir les joueurs suspendus. Durant ce laps de temps ou bien jusqu’à ce qu'elle encaisse un but, l'équipe fautive joue avec un joueur de champ de moins ;
- une faute grave ou carton bleu[FIRS 9]. Le joueur sanctionné est suspendu pendant deux minutes. L'accumulation de trois cartons bleus conduit à un carton rouge indirect.
Cette sanction est appliquée en cas de contestation d'une décision arbitrale, d'actions qui sont soit violentes, soit volontaires, mais encore en cas de faute dans une situation de but imminent ;
- une faute très grave ou carton rouge[FIRS 9]. Le joueur sanctionné est définitivement expulsé et doit rejoindre les vestiaires.
Cette sanction prohibe les lancers d'objets (crosses, équipements, etc.) vers une personne ou la balle, mais aussi les comportements violents et volontaires.

L'arbitre pourra faire reprendre le jeu par :
- un entre-deux. Un joueur de chaque équipe se fait face, les autres devant être éloigné à plus de 3 mètres de la balle. Au coup de sifflet de l'arbitre, les deux joueurs tentent de récupérer la balle.
 Cette situation se produit lorsque la balle reste coincée dans les filets du but, dans les jambières du gardien ou touche le plafond de la salle ;
- un coup franc indirect (peut être joué n'importe où sur le terrain)[FIRS 10]. Les joueurs adverses devront s'écarter à plus de trois mètres de la balle.
Le coup franc indirect est la manière la plus courante de reprendre le jeu après tous types de fautes ;
- un coup franc direct (tir ou dribble à partir du point de coup franc direct)[FIRS 11]. À l'exception du gardien défensif et de l'attaquant, tous les autres joueurs doivent se placer dans la surface de réparation de l'équipe qui attaque. Les joueurs ne sont autorisés à quitter cette zone qu'après que l'attaquant ait touché la balle. Ce dernier à 5 secondes pour tirer à partir du moment où l'arbitre lui donne l'autorisation pour effectuer le coup franc.
Un coup franc direct est accordé lorsqu'un joueur est sanctionné d'un carton bleu ou lorsqu'une équipe atteint un certain nombre de faute d'équipe ;
- un penalty (tir à partir du point de penalty)[FIRS 11]. Il se déroule de la même manière qu'un coup franc direct, à l’exception que le point d'exécution se trouve sur la bordure de la surface de réparation.
Lorsque l'équipe défensive commet une faute dans sa surface de réparation, un penalty est accordé pour l'équipe adverse.

### Aire de jeu

Terrain de rink hockey.

Le rink hockey se joue en salle, couverte ou à l'air libre. La piste (rink) est doublement symétrique, en longueur et en largeur. Elle est rectangulaire et peut mesurer de 34 m à 44 m de long sur une largeur de 17 m à 22 m en respectant toujours un ratio de 2:1, mais les matchs internationaux ne se déroulent que sur des pistes de 40 m sur 20 m. Les coins de la piste sont arrondis formant un quart de cercle mesurant entre 3 et 1 m de diamètre. La piste est entourée par une barrière d'au moins 0,20 m de haut et de 1 m de haut dans les matchs internationaux. Le sol peut être en béton, résine, plancher ou même marbre.
En 1970, la taille des cages est agrandie. Dans les années 2010, les buts ont une largeur de 1,70 m et une hauteur de 1,05 m. À l'intérieur des buts, un épais filet et une barre au ras du sol permettent d'emprisonner la balle dans les cages (auparavant, deux arbitres derrière chaque cage validaient les buts). Derrière chaque but, un filet de 4 m de haut est dressé, afin d'éviter que la balle ne rebondisse sur un mur et frappe un joueur.
Une ligne médiane sépare le terrain en deux zones, avec un cercle central au milieu duquel s'effectuent les engagements. La surface de réparation mesure 9 m sur 5,40 m. À son extrémité se tient le point de penalty. Un demi-cercle du diamètre de la cage constitue une zone de protection pour gardien. À 7,40 m de la ligne de but, se tient le point de coup franc direct.

Ancienne délimitation d'un terrain de rink hockey.

Avant le changement de la délimitation des terrains de rink hockey qui s'est déroulé lors de la seconde moitié des années 2000, les délimitations étaient les suivantes :
Au centre du terrain, il y avait deux lignes de retour en zone situées à 22 m du fond du terrain. L'arbitre sanctionnait de retour en zone, le fait que les attaquants franchissaient ces deux lignes avec la balle.
La surface de réparation, d'une dimension identique, comprenaient une zone de protection pour le gardien matérialisée par un demi-cercle d'un rayon de 1,5 m.
Dans chaque camp, deux croix servaient à effectuer les coups francs directs. Les croix se trouvaient à mi-distance entre la ligne de penalty et celle du retour en zone défensive, dans la prolongation de chacune des lignes latérales.

### Équipement
Le rink hockey se joue avec une balle sphérique en liège pressé, recouverte d'un plastique dur. Elle mesure 23 cm de périmètre, soit 7,2 cm de diamètre et elle pèse 155 g. Comparativement, à une balle de floorball qui est d'une dimension identique pour seulement 23 g, elle est beaucoup plus dense, car elle est sept fois plus lourde. La balle de rink hockey doit être de couleur unie. Elle est généralement noire, mais sa couleur peut varier pour contraster avec la couleur de la salle. Elle n’est pas élastique : sur un sol dur, la balle rebondit peu. Dans les années 1910, le rink hockey se pratique avec une balle de tennis.
Les quads de rink hockey sont composés de quatre roues parallèles deux à deux. Il est autorisé d'utiliser des patins en ligne pour des compétitions françaises, mais le quad est obligatoire dans la réglementation internationale. Les roues des quads doivent avoir un diamètre d'au moins 3 cm alors que les gardiens de buts peuvent avoir des roues plus petites pour améliorer leur stabilité. Les quads sont préférés au roller en ligne en raison de la butée avant qui permet aux quads une capacité de mouvement supérieur lors des changements de direction. Les autres formes de patins, tels que les patins à trois roues ou les patins avec des roues décalés, n'ont également pas les caractéristiques nécessaires pour être compétitifs face à des quads. Les rollers inline utilisés par des équipes nationales telles que la Russie dans les années 1990 n'ont pas montré leur efficacité en raison des dimensions trop faible du terrain et des schémas tactiques à entièrement repenser pour être compatible avec des rollers. Des lacets d'une longueur de 3 m sont utilisés pour serrer fortement la chaussure afin de maintenir correctement le pied. Ceci est indispensable pour évoluer en toute sécurité lors des changements d'appuis qui peuvent être très contraignants.
Tous les joueurs de rink hockey, y compris le gardien de but, possèdent une crosse répondant aux mêmes exigences. Elle est le plus souvent composée de bois ou de carbone et est entièrement plate et recourbée au bout. Dans les années 1910, elle est faite de bambous recourbés.Elle peut mesurer entre 90 cm et 115 cm. Elle est donc singulièrement plus petite qu'une crosse de hockey sur glace pouvant mesurer jusqu'à 163 cm. La crosse du gardien de but est différente de celle d’un joueur de champ : elle est plus large et possède une encoche afin de la tenir plus facilement.

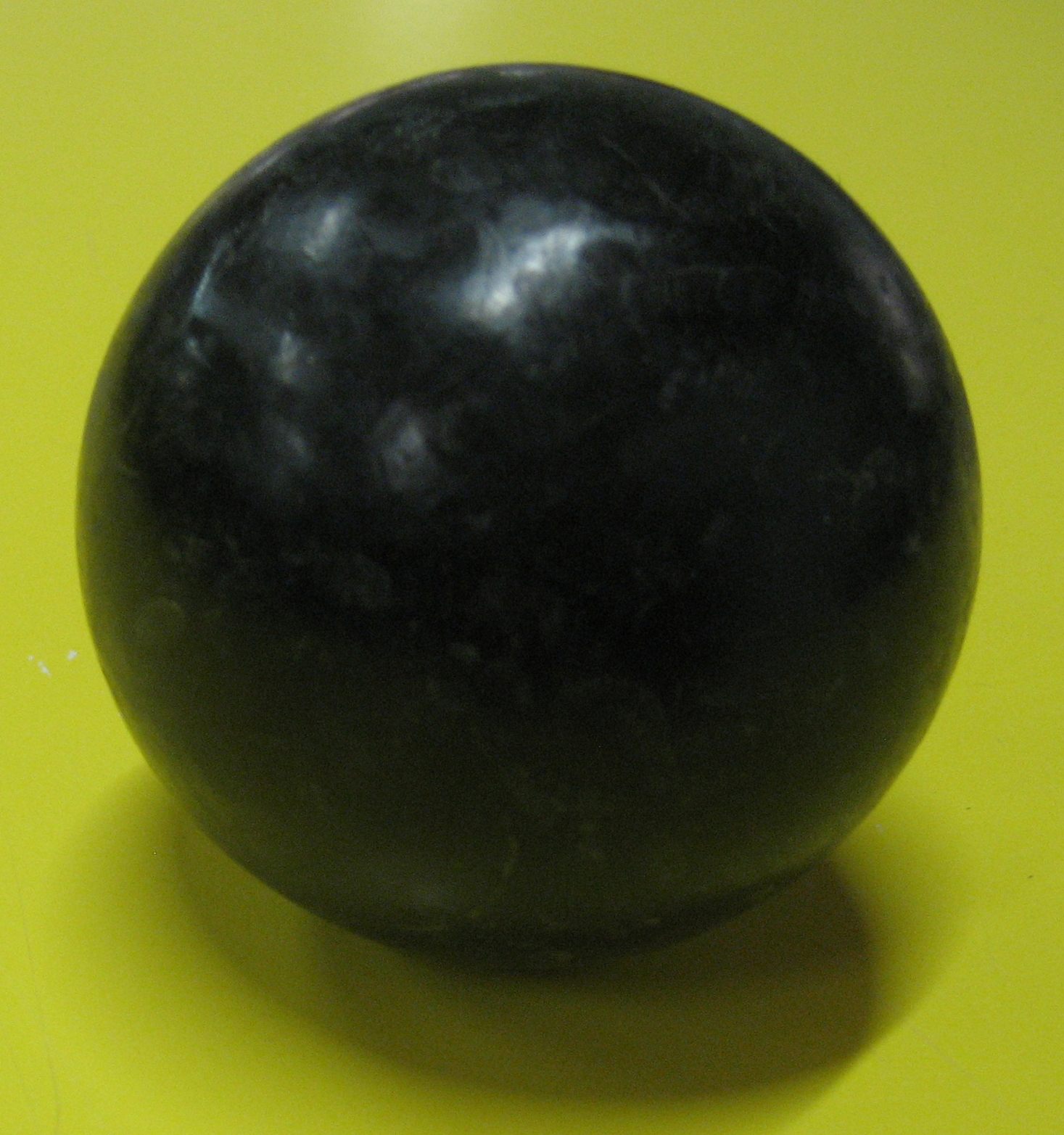
Balle.
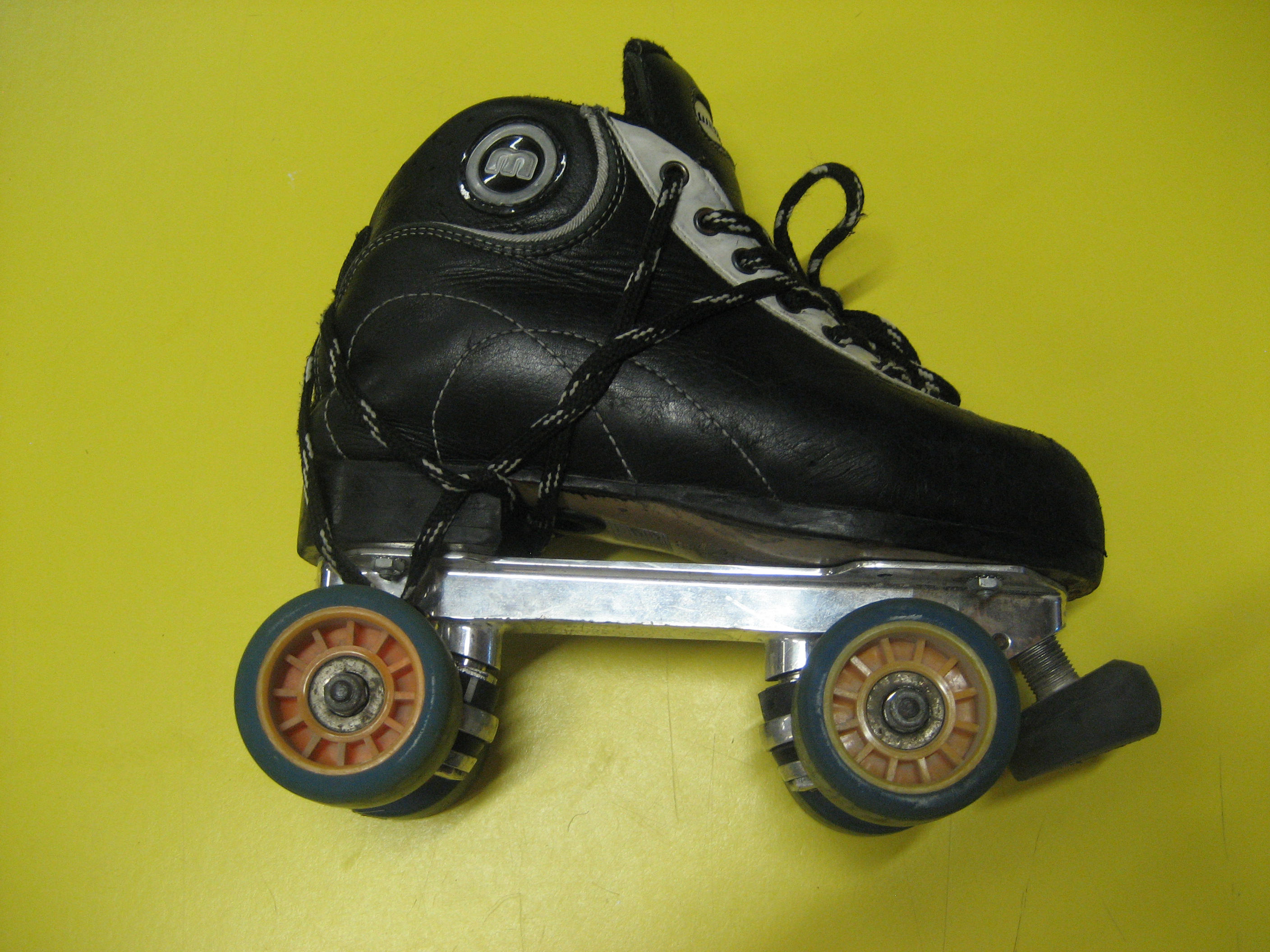
Patin.
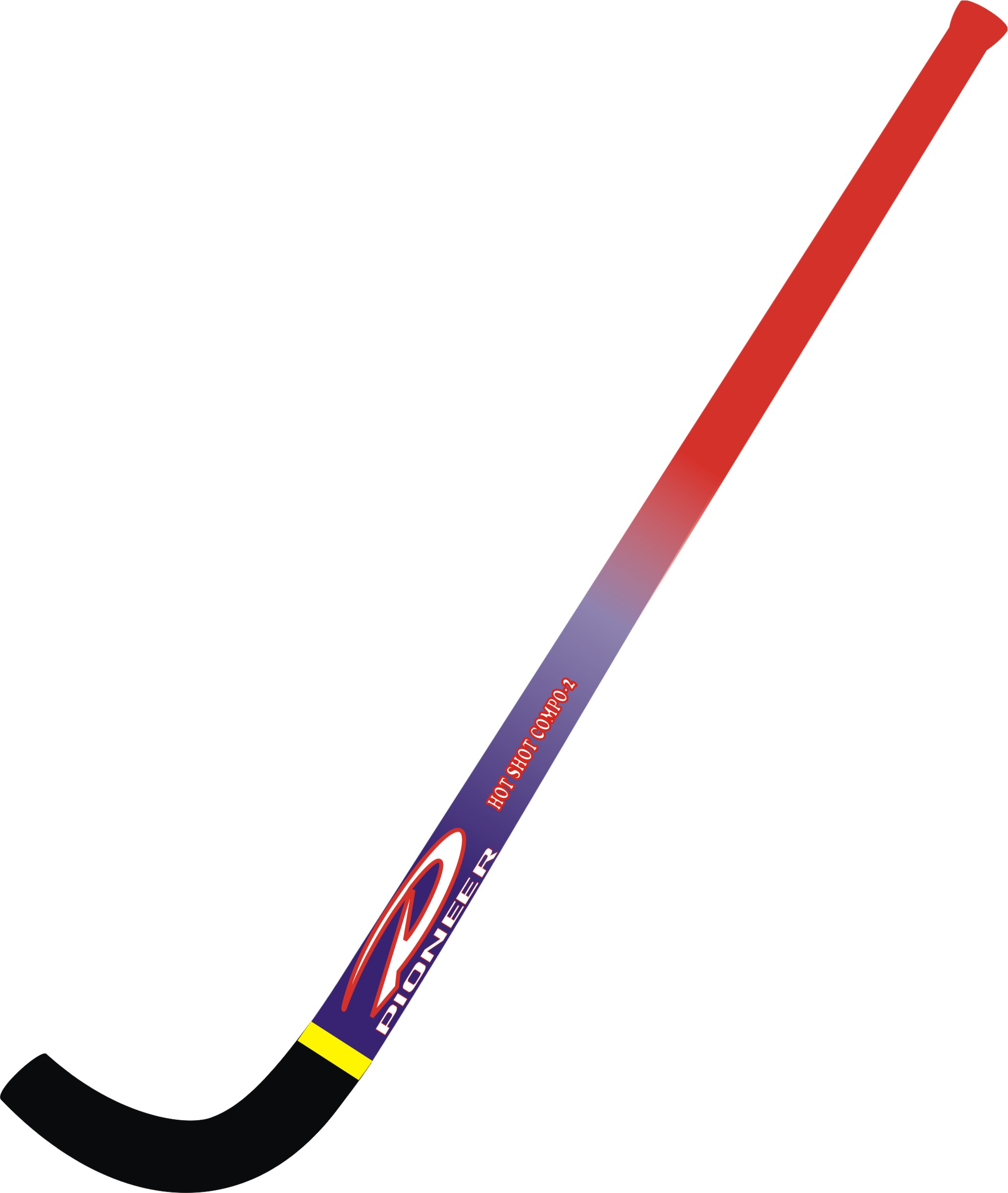
Crosse de joueur.
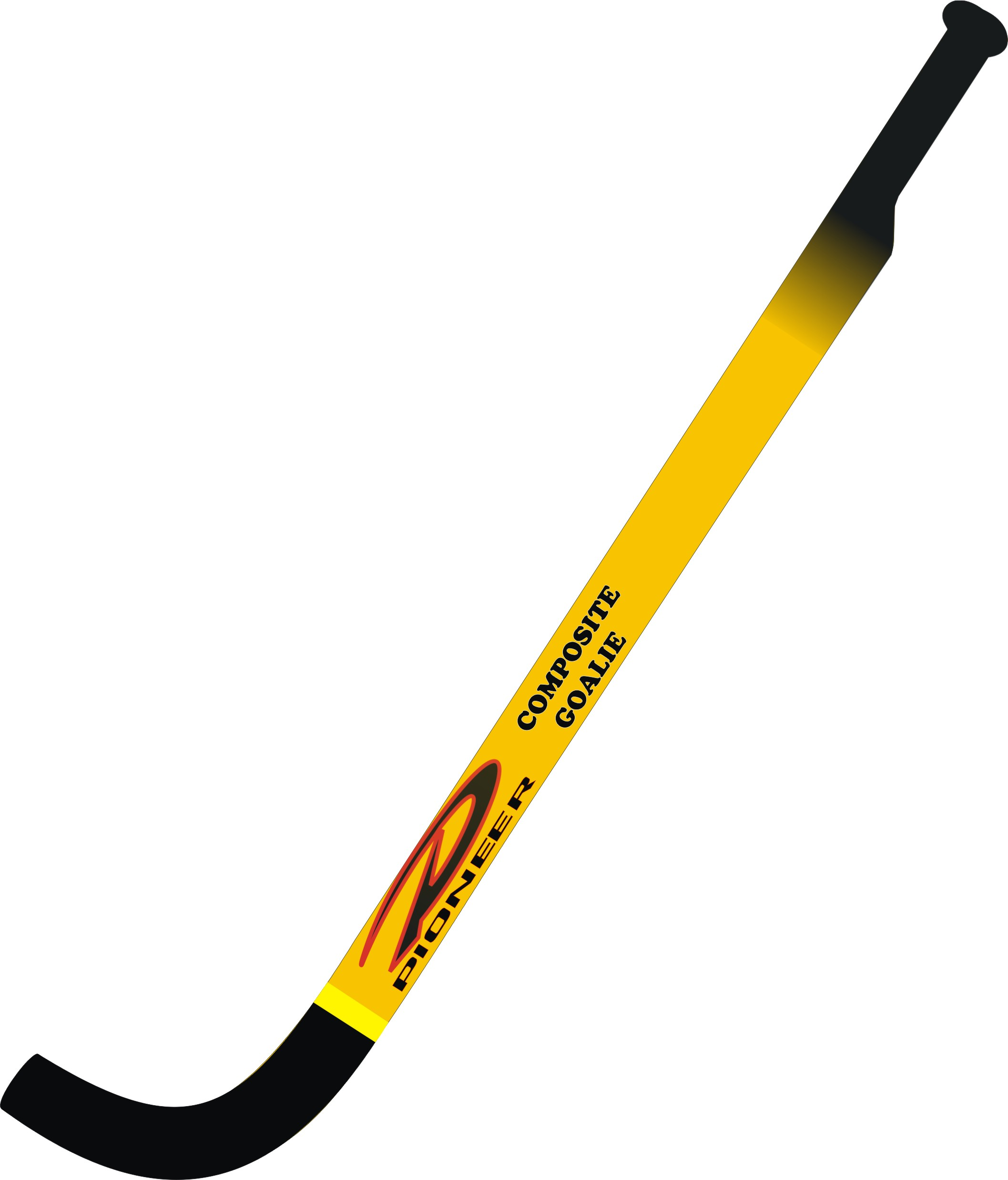
Crosse de gardien.
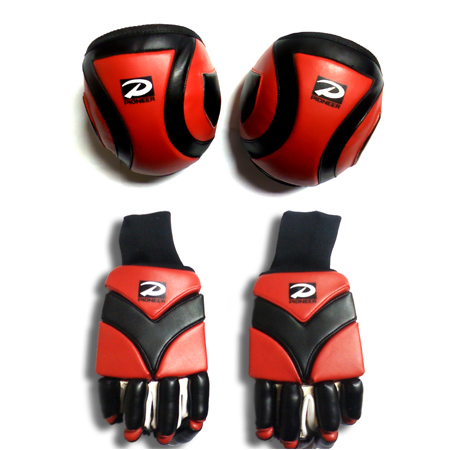
Gants et genouillères des joueurs.
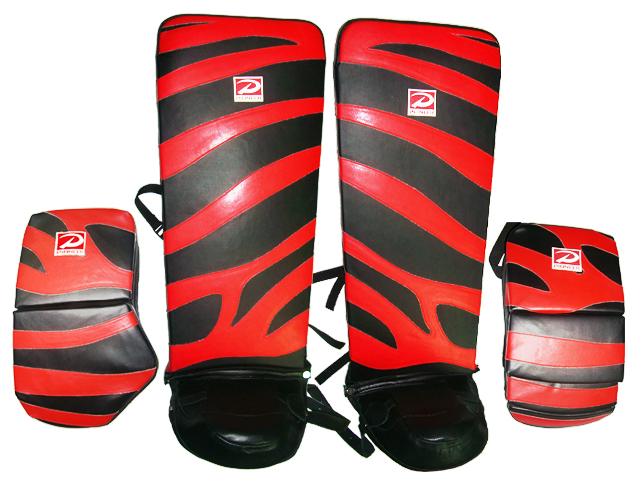
Gants et jambières des gardiens.

L'équipement des joueurs de champ obligatoire comporte aussi des gants, des genouillères, des protège-tibias et une coquille. Les joueurs ont également la possibilité de poster en sus de ces protections obligatoires, un protège-dent. Même si cela est rare, dans certains pays, les jeunes joueurs peuvent devoir porter un casque rigide. La règlementation française prévoit la possibilité d'utiliser des casques souples comme ceux employés au rugby.
L'équipement du gardien de but est plus complet que celui des joueurs de champ. Pour sa protection il porte jambières, coquille, plastron, protège-cou, coudières, gants spéciaux, maillot flottant matelassé et casque. Mis à part les jambières et les gants, les autres protections (plastron, coudières...) ne doivent pas avoir pour objectif de couvrir plus de surface de but.
Le gardien peut au choix porter un casque ou un masque intégral, avec soit une visière, soit une grille. Cependant en 2021 un projet de création d'un casque spécifique et adapté au rink hockey est en cours.

## Techniques et stratégies

### L'attaque
Un attaquant a le droit de tirer au but, même si un joueur, partenaire ou adversaire, se trouve entre lui et la cage du gardien. Il peut tirer avec n'importe quelle partie de la crosse, et sans aucune restriction quant à la manière de jouer la balle.
L'attaquant a notamment la possibilité de faire un tir poussé, frappé, accompagné, ou bien de reprendre de volée une passe qui lui est adressée ou de dévier un tir effectué par un de ses coéquipiers.

#### Le freinage

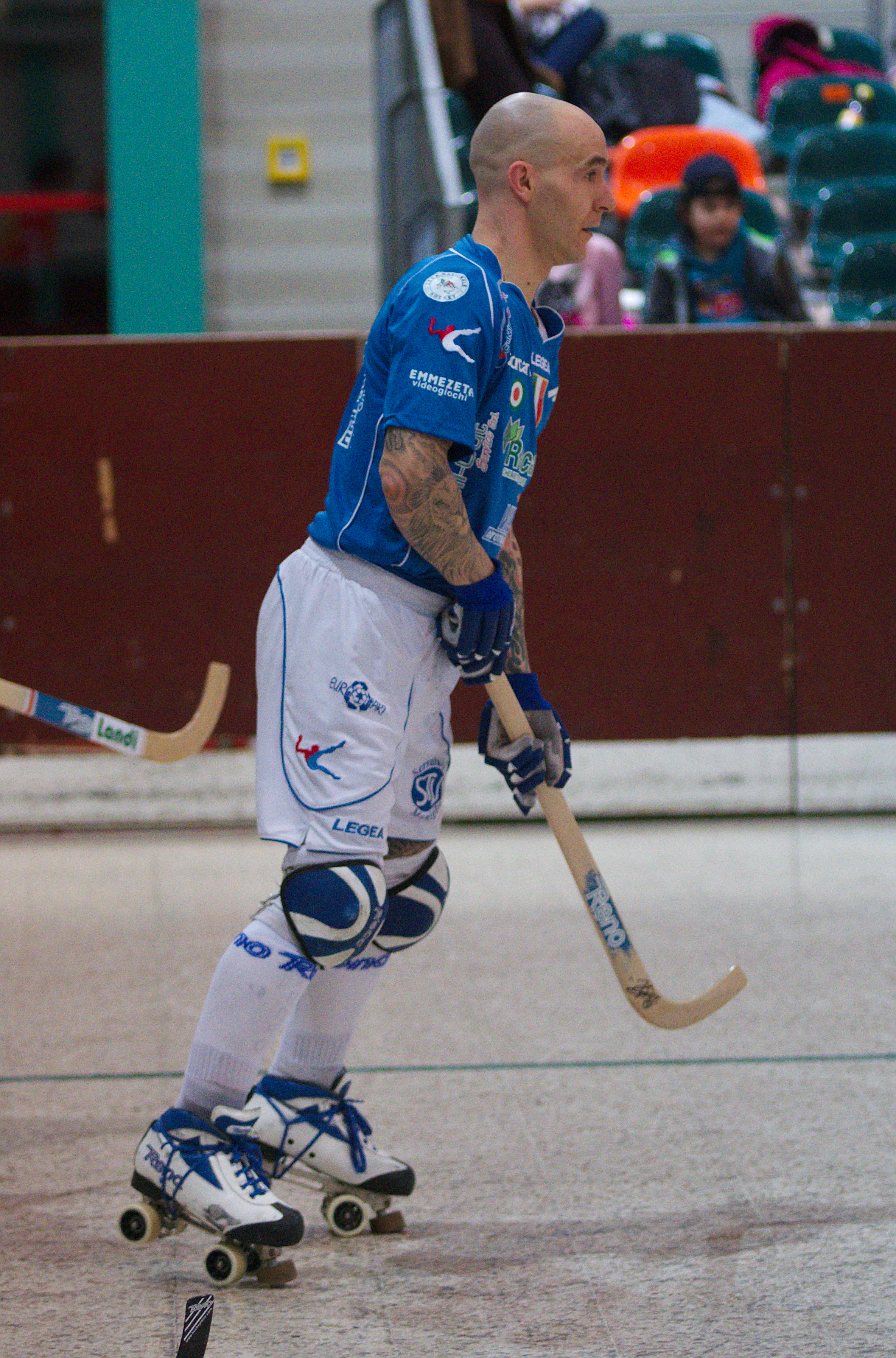
Pedro Gil effectuant un freinage sur ses butées.

Le freinage le plus caractéristique de la discipline est sans doute le freinage latéral. En effet, lors de l'exécution de celui-ci un fort bruit de crissement se fait entendre : « le bruit infernal des patins sur le bois finit par vous mettre les nerfs à fleur de peau. » Ce type de freinage permet au joueur de s'arrêter sur une très courte distance. Lors de ce freinage, le joueur dérape perpendiculaire à sa trajectoire tout en gardant ses deux pieds parallèles.
Les quads possèdent chacun une butée, rattachée à la platine, à l'avant de la chaussure. En se penchant en avant et en positionnant l'une de ses jambes ou les deux en arrières, le hockeyeur met la butée en contact avec le sol, pouvant garder ainsi un certain équilibre. Ce type de freinage ne peut se faire uniquement si le joueur se trouve en marche arrière. Le freinage sur les butées est utilisé davantage en défense, lorsque le joueur essaye de rester devant l'attaquant tout en ayant un contact visuel avec celui-ci.
Comme pour la pratique du ski, il est possible de freiner en chasse-neige. Le joueur place ses patins en forme de « V » de façon que les patins se rapprochent. Cette technique peut aussi bien être pratiquée par un joueur évoluant en marche avant ou en marche arrière. Cependant le freinage en chasse-neige n'est que peu efficace, et ne peut se réaliser qu'à très faible vitesse.
Pour de plus grande maniabilité sur le terrain, il est possible de combiner plusieurs types de freinage différent dans certaines situations. Le freinage demi-latéral combine à la fois le freinage sur butée et le freinage latérale.

#### Le dribble
Afin d'éviter de se faire ravir sa balle, l'attaquant qui passe à proximité d'un défenseur à la possibilité de faire une « protection de balle ». Ce mouvement consiste à mettre son corps entre celui du défenseur et la balle. Le défenseur, bloqué notamment par le patin de l'attaquant, ne parvient pas à atteindre la balle même en allongeant au maximum sa crosse.
L'attaquant ayant parfois la balle du mauvais côté de son corps, il peut avoir besoin de faire passer rapidement la balle de l'autre côté. Pour cela il effectue un « tunnel » durant lequel il passe la balle entre ses patins dont l'un est avancé. Ceci peut lui permettre d'effectuer une protection de balle ou de dribbler activement un joueur.
Le « crochet », quant à lui, sert à dribbler le défenseur et non pas à se protéger de lui. L'attaquant réalise un mouvement en avant en présentant la balle au défenseur, puis quand celui-ci essaye de s'en emparer, l'attaquant fait revenir vers lui la balle dans un mouvement en arrière. Ce mouvement est utilisé lorsque l'attaquant manque d'espace (surface de réparation, angle du terrain, défense individuelle, etc.).
Bien que le jeu de balle se déroule essentiellement au ras du sol, il est possible de « soulever la balle ». Pour passer un défenseur, l'attaquant soulève la balle de quelques dizaines de centimètres, puis la rabat violemment au sol.
Le joueur peut également avec ou sans balle effectuer un mouvement avec son corps afin d'échapper à un défenseur. L'« inversion » consiste à faire un tour sur lui-même tout en freinant latéralement, de façon que le défenseur ne soit plus capable de connaître la réelle intention de l'attaquant. Même si le défenseur n'est désorienté qu'un très court instant, cela permet à l'attaquant de se libérer du défenseur et de pouvoir agir librement.

### La défense
Il existe plusieurs systèmes de base :
- la défense individuelle est un type de défense organisée : chaque joueur prend en charge un adversaire et s'occupe de rester près de lui tout au long de la partie. C'est la défense la plus utilisée par les équipes seniors[65] ;
- la défense de zone est un type de défense dont le principe est que chaque joueur défensif doit couvrir une zone de jeu. Traditionnellement les joueurs se positionnent soit en formant un carré, soit en formant un losange mais ils peuvent aussi opter pour un « Y ». En cas d'infériorité numérique les équipes optent quasi-systématiquement pour une défense en triangle.

#### Le positionnement des gardiens

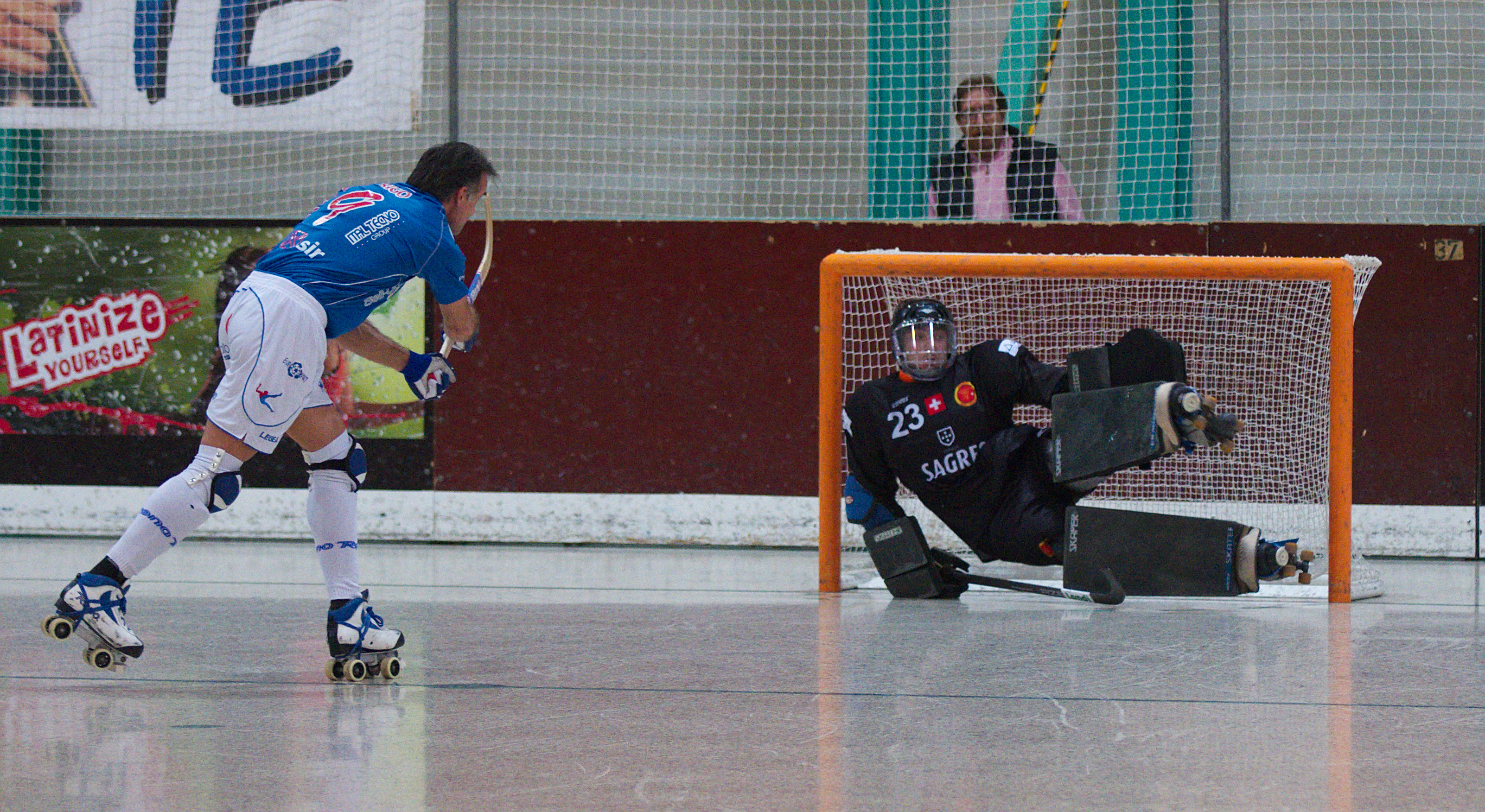
Gardien effectuant une parade en espagnole.

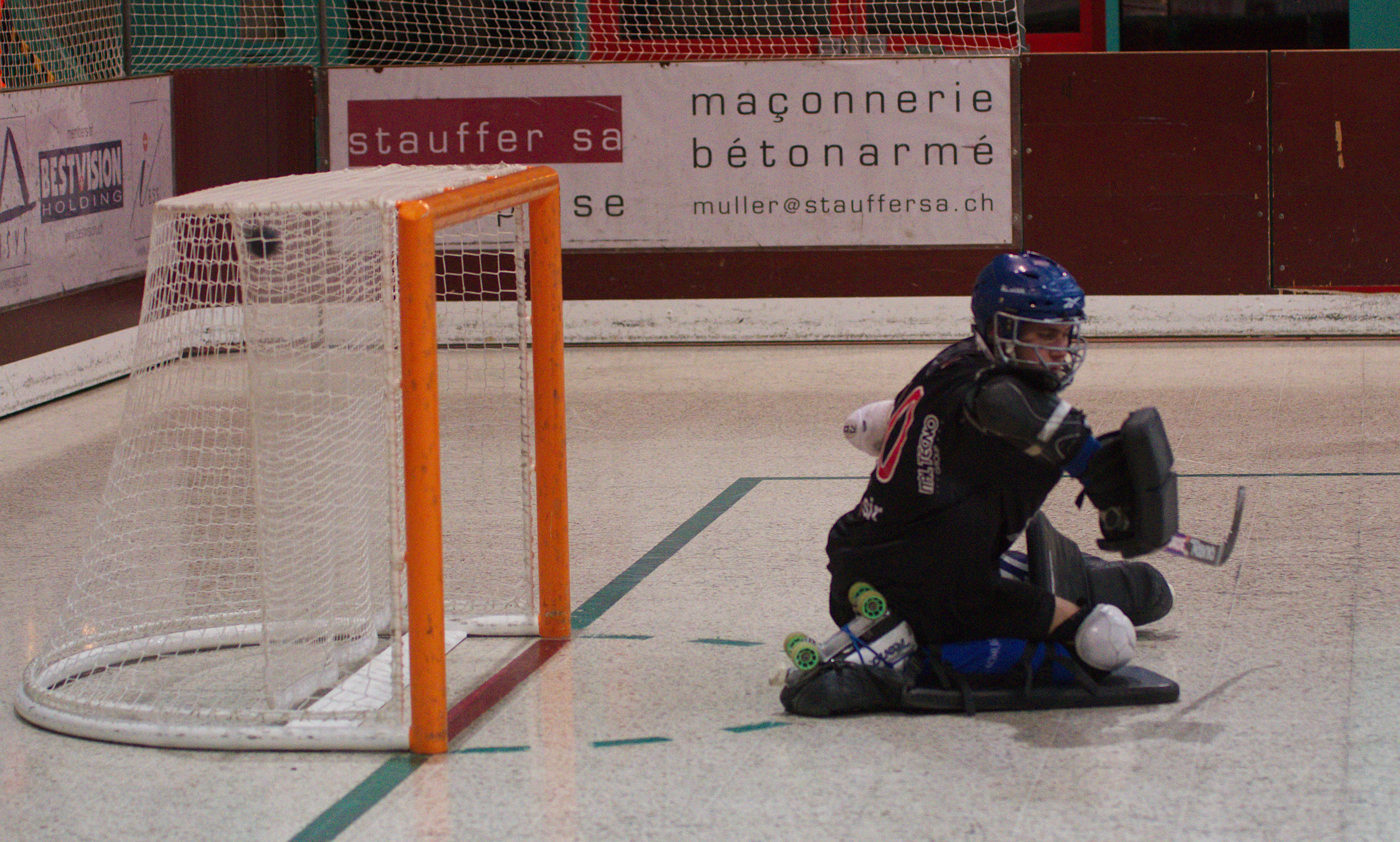
Gardien effectuant une parade en portugaise.

Contrairement aux gardiens de roller hockey ou de hockey sur glace, le gardien de rink hockey ne se tient pas debout. Il reste plus ou moins accroupi, avec parfois un genou au sol. Lors de ses interventions sur les tirs adverses, il a la possibilité d'arrêter les balles avec deux grands types de parades : la portugaise ou l'espagnole.
La portugaise consiste pour le gardien à se mettre à genoux sur sa jambe (du côté dont il tient sa crosse) et à étendre le long du but son autre jambe.
L'espagnole consiste à se mettre sur le flanc, en essayant de garder le buste à la verticale et de faire un mur à l'aide de ses jambières posées l'une au-dessus de l'autre.

## Compétitions

### Compétitions internationales

#### Championnats du monde
Le comité international de rink hockey organise des compétitions mondiales de rink hockey féminines et masculines. Les championnats du monde de rink hockey sont organisés tous les deux ans.
Le championnat masculin fait concourir les 16 meilleurs pays du monde pour le groupe A, et les autres pays pour le groupe B. Les compétitions ont lieu par alternances, une année un groupe concourt, l'année suivante, c'est à l'autre groupe de prendre part à la compétition.

La première édition de 1936, ainsi que les onze suivantes jusqu'en 1956, sont considérées comme des championnats d'Europe. À partir de 1984, une séparation du championnat est faite entre le groupe A, comportant les meilleures équipes, et le groupe B dans lequel participent les autres équipes. À l'origine, le groupe A se compose de 10 équipes, puis ce nombre est relevé à 12 à partir de 1989. Depuis 2001, la compétition se joue entre 16 participants. Le championnat A est intégré depuis 2017 au World Roller Games dont la première édition, initialement prévue à Barcelone en Espagne, se déroule à Nankin en Chine.
Le championnat féminin dont l'apparition remonte à 1992, ne comprend qu'un seul niveau hiérarchique. Le nombre d'équipes participantes est par conséquent assez fluctuant d'une édition à l'autre. À l'origine, la compétition est décalée d'une année par rapport à celle de leurs homologues masculins du groupe A. Mais depuis la création du World roller game, les deux compétitions se déroulent simultanément. Avant la réunion de l'ensemble des championnats au sein d'un même événement, aucune édition féminine n'a eu lieu en Afrique ou en Océanie.
Une compétition masculine est également organisée pour les joueurs de moins de 20 ans depuis 2003. Elle est également intégrée à partir de 2017 au World roller game. Il n'y a pas de compétition féminine équivalente chez les jeunes.

#### Jeux olympiques et Jeux mondiaux
Le rink hockey n'est pas un sport olympique. Cependant, le rink hockey est présent en démonstration lors des jeux de Barcelone en Espagne, pays originaire du président du CIO de l'époque Juan Antonio Samaranch. Ce dernier est un ancien gardien de rink hockey puis sélectionneur de l'équipe nationale. Depuis 1992, le rink hockey n'est plus du tout présent aux jeux olympiques.

Les équipes sélectionnées pour participer à la compétition sont celles ayant concouru lors du mondial 1991. Elles sont au nombre de douze, malgré l'absence du Chili qui est remplacé par le Japon. L'équipe d'Argentine, qui fait partie des quatre favoris, remporte l'édition en battant le pays hôte, l'Espagne, en finale. L'Italie complète le podium, au pied duquel se trouve le Portugal.
Lors de la première édition des Jeux mondiaux en 1981, le rink hockey y est présent. La discipline reste incluse au programme de la compétition jusqu'en 2001, à l'exception de 1997. Depuis le rink hockey ne fait plus partie des Jeux mondiaux. Les équipes européennes dominent, sans partage, la compétition.

Les cinq éditions sont dominées par l'équipe du Portugal qui se positionne sur tous les podiums, en obtenant quatre des cinq titres. Le titre manquant est obtenu par une autre équipe européenne, l'Italie.
En 2018, le rink hockey fait son retour dans une compétition organisée par le Comité international olympique. La discipline est intégrée aux Jeux olympiques de la jeunesse d'été pour des matchs d'exhibition qui se déroule en Argentine.

#### Championnats continentaux
Les fédérations continentales organisent des compétitions internationales.
En Europe, le CERH organise l’ensemble des compétitions européennes entre sélections nationales.

 La coupe latine est une compétition réunissant l'Espagne, la France, l'Italie et le Portugal. Dans sa forme en vigueur depuis 2006, elle a lieu tous les deux ans et ne s'adresse qu'aux joueurs de moins de 23 ans. Auparavant, la coupe latine était une compétition annuelle ayant été créée en 1956, restaurée en 1987 et en 1995 à la suite de ses arrêts successifs en 1963 et 1990. L'épreuve est dominée par le Portugal et l'Espagne. L'Italie en retrait par rapport à ces deux pays fait bien mieux que la France qui n'a échappé à la dernière place qu'à trois reprises lors des 25 premières éditions. En 2018, en France à Saint-Omer, l'équipe de France U23 a battu le Portugal en match d'ouverture 4 à 3, et aussi l’Espagne en match de clôture 4-3, mais s'est incliné 4-1 face a l'Italie. elle se retrouve à égalité de point avec les 4 nations, mais prend la 3e place au Goal Average.
En Océanie, la Nouvelle-Zélande et l'Australie s'opposent lors d'un événement appelé la Trans Tasman Cup. L'ensemble des cinq catégories d'âge s'affrontent à trois reprises en l'espace d'un weekend.
En Amérique, la CSP Coupe d'Amérique est la plus grande compétition du continent, réunissant aussi bien les équipes du Nord que du Sud. Elle attire également des équipes venant d'autres continents tel que la Catalogne, l'Allemagne ou l'Afrique du Sud. Les compétitions féminines et masculines, créées respectivement en 2006 et 2007, sont dominées par l'Argentine et la Catalogne, auxquelles s'ajoutent le Chili et le Brésil.

#### Compétitions internationales pour les clubs
Le CIRH peut s'occuper, outre des championnats du monde, de l'organisation de compétitions destinées aux clubs avec notamment le Mondial des clubs. Cette compétition créée en 2006, n'a connu que deux éditions. La première, remportée par le club italien de Bassano se déroule sur le continent africain en Angola ; la seconde voit le club espagnol du Reus Deportiu triompher dans son propre pays.
Au niveau européen, le CERH organise aussi la Ligue européenne, la coupe CERS et la coupe continentale. Ces trois épreuves sont dominées par le trio latin Espagne, Italie, Portugal. Seuls deux clubs, un belge et un hollandais, sont parvenus à être finalistes de l'une ou l'autre de ses compétitions dans toute leur histoire.
La Ligue européenne est la plus grande compétition pour les clubs européens. Créée en 1966, elle réunit les 16 meilleurs clubs des grands championnats européens. Les clubs espagnols dominent totalement, en remportant 44 des 50 premières éditions de la compétition, dont 21 rien que pour le club du FC Barcelone.
La Coupe CERS regroupe des clubs n'ayant pas eu la possibilité de concourir en Ligue européenne. Elle réunit, depuis 1981, un nombre de clubs qui peut varier chaque saison. Les nationalités des champions de la Coupe sont plus diversifiées que celles de la Ligue : les années 1980 sont à l'avantage des Italiens, les Portugais se distinguent durant la décennie suivante, mais les Espagnols dominent les années 2000. Aucun club n'a d'emprise sur cette compétition dont seulement trois équipes ont remporté à trois reprises.
La Coupe continentale oppose le vainqueur de la Ligue européenne à celui de la Coupe CERS. Les deux clubs se rencontrent, sous la forme d'un match aller-retour.
Il existe également une Ligue européenne féminine depuis 2007. Elle est totalement dominée par les équipes espagnoles, même si le Portugal et la France sont chacun parvenus à deux reprises en finale lors des 10 premières éditions. L'Italie est totalement absente du palmarès.
Pour les équipes jeunes, l'Eurockey Cup est créé en 2012 pour les joueurs U-15, le championnat est étendu aux joueurs U-17 deux saisons plus tard. Comme pour les compétitions séniors, l'Espagne, l'Italie et le Portugal s'emparent des podiums des premières éditions.

### Compétitions nationales

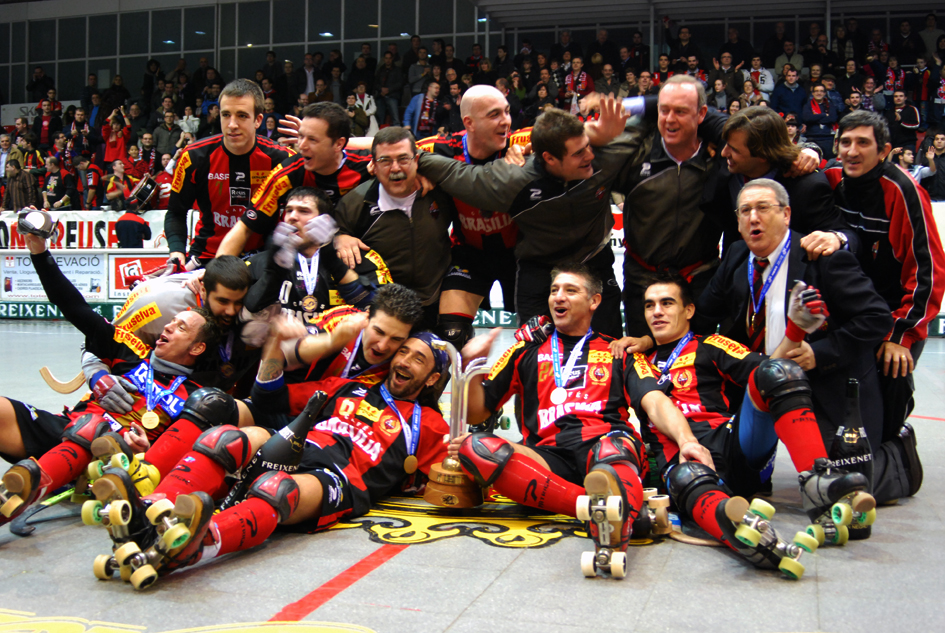
Reus Deportiu, équipe professionnelle de OK Liga.

Seules trois ligues professionnelles de rink hockey existent dans le monde : la OK Liga en Espagne, la Série A1 en Italie et la 1er divisão au Portugal. Mais vingt-sept autres fédérations nationales ont un championnat national de première division amateur (deux en Océanie, quatre en Afrique, six en Asie, six en Amérique du Sud, deux en Amérique du Nord et sept en Europe).
En Europe, outre les trois ligues professionnelles, quatre autres pays ont en 2012 la « capacité effective d'organiser annuellement [...] leurs propres championnats ou ligues nationales de Rink-Hockey ». Les pays concernés sont l'Allemagne, l'Angleterre, la France et la Suisse.

## Popularité
Le rink hockey est extrêmement populaire dans les pays latins, en partie en raison de l'absence du hockey sur glace dans ces pays.

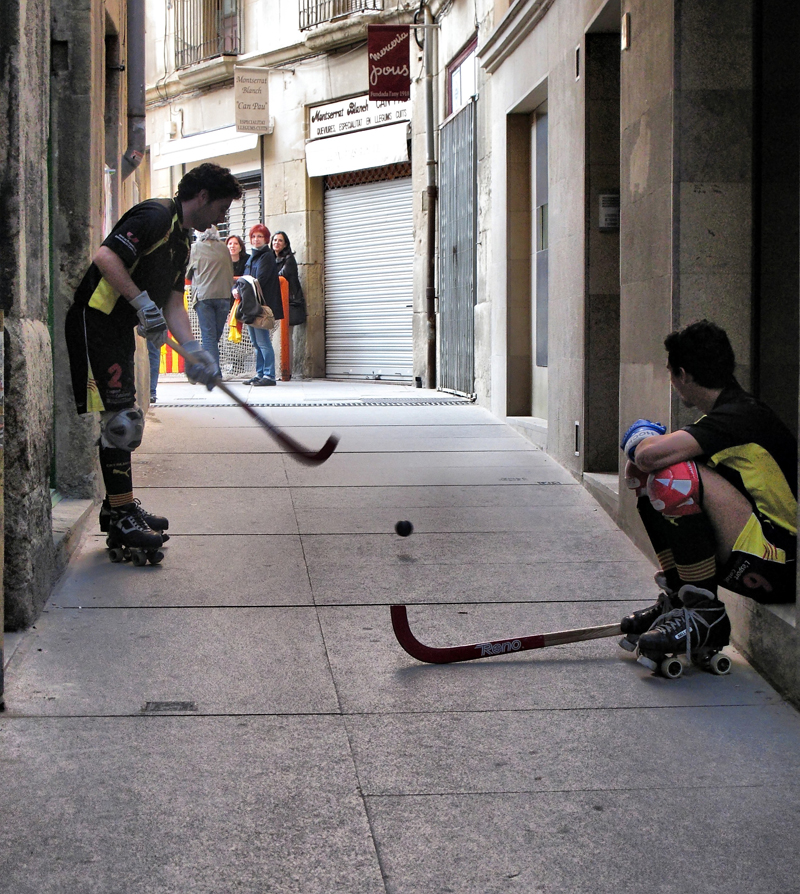
Joueurs catalans du club de Vic lors d'un événement indépendantiste.

En Espagne, plus précisément dans la communauté autonome de Catalogne, le rink hockey est très populaire avec 15 000 licenciés rien qu'en Catalogne. Les clubs catalans sont parmi les meilleurs au monde avec trente-cinq des quarante-sept éditions de la Ligue européenne remportées par un club catalan. En 1992, la Catalogne organise une épreuve de démonstration de rink hockey lors des Jeux olympiques de 1992, preuve de la popularité de ce sport. Là-bas des matchs de rink hockey se déroulent dans des salles de plus de 8 000 places, comme le Palau Blaugrana à Barcelone, siège du FC Barcelone, équipe du championnat professionnel OK Liga. Localement, la popularité y est telle que l'équipe de Catalogne a pris en 2004 son indépendance avant de la perdre l'année suivante.
Des reconversions de sportifs ont parfois lieu entre des sports plus médiatisé vers le rink hockey. En février 2009, Michel Salgado devient le président du club de rink hockey de Vigo, club évoluant alors en deuxième division espagnole,.
En Argentine, plus précisément dans la province de San Juan qui a accueilli cinq championnats du monde A de 1970 à 2011 soit plus que n'importe quelle autre région du monde, le rink hockey est extrêmement populaire. La province a sa propre fédération, en 1941, et de nombreuses divisions. La discipline n'y est pas professionnelle en 1993. De plus, lors du championnat du monde A 2007 à Montreux, près de vingt-cinq journalistes argentins sont présents, malgré la distance. Une vingtaine de clubs existent dans la ville de San Juan, forte de seulement 110 000 habitants. Neuf joueurs sur dix de la sélection sont originaires de là. En 2015 à San Juan, 50 000 Argentins accueillent l'équipe nationale venant d'être consacrée championne du monde. L'année suivante du titre mondial, le gouvernement de la province de San Juan promet de toiturer l'ensemble des terrains de rink hockey de la ville, qui sont au nombre de 30 dans la province. À partir des années 2010, de plus en plus de joueurs s'expatrie dans les championnats européens en Espagne, Italie, Portugal, mais il reste majoritairement en France.
Au Portugal, le rink hockey est un sport professionnel très populaire : dans les années 1990, le rink hockey y est considéré comme le second sport national après le football. Preuve de cet engouement, tous les matchs du Portugal au championnat d'Europe 2012 sont diffusés sur la chaîne publique RTP, partenaire officiel de la compétition. En 2016, la chaine BBC1 fait une audience lors de la finale Portugal Espagne qui atteint les 12 % de parts de marché. Le rink-hockey y est pratiqué par 250 clubs et 10 000 licenciés.

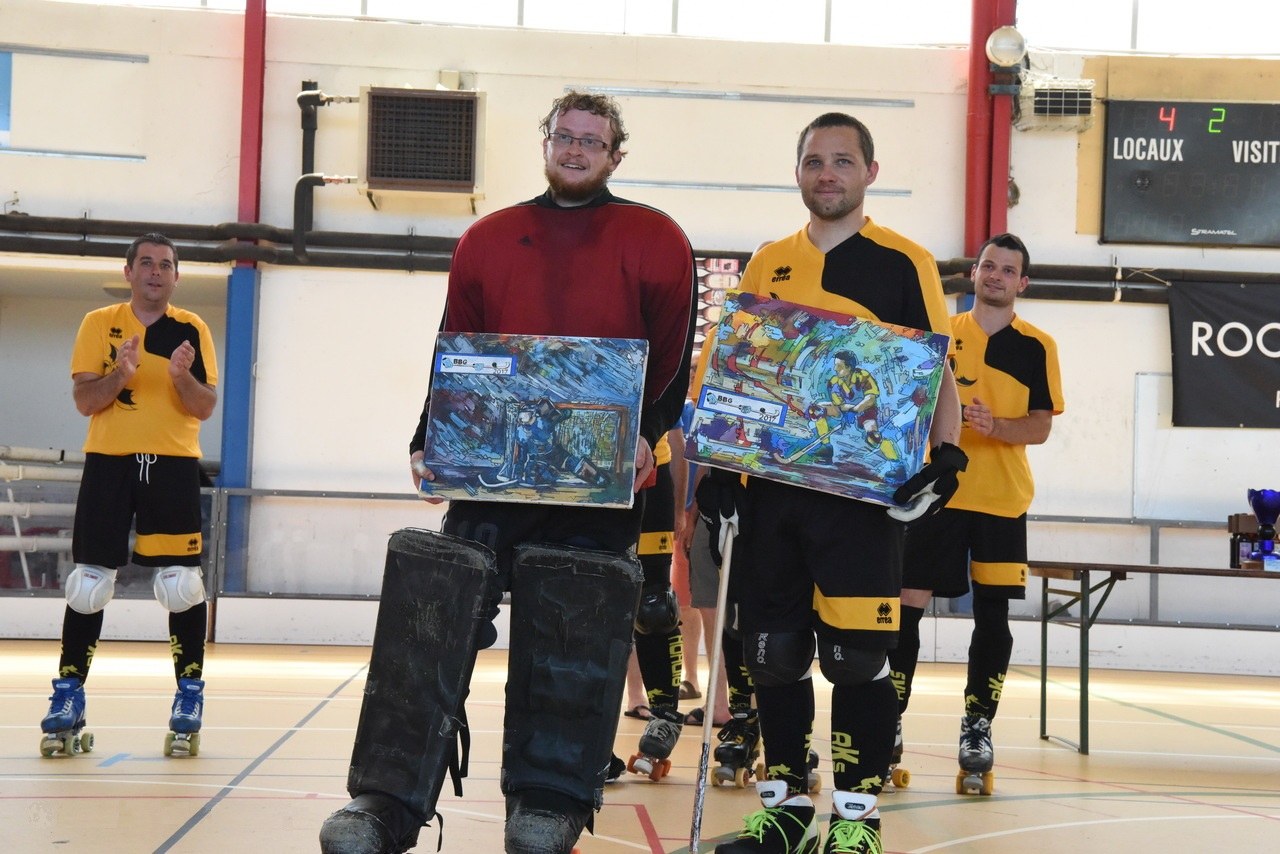
Un gardien et un joueur sont récompensés lors d'un tournoi amateur.

En France, le rink hockey est un sport centenaire reconnu de haut niveau par le ministère français de la jeunesse et des sports,, jusqu'en 2017 et organisé sous l'égide du Comité rink hockey. Il est pratiqué, à titre amateur, par 5 323 licenciés en juillet 2012, évoluant dans 80 clubs différents. La plus grande salle où se déroulent régulièrement des matchs est la salle omnisports de Dinan. Elle compte 1 600 places et accueille le HC Quévert. Même si ce sport reste confidentiel, l'équipe nationale masculine se situe en 2015 au dixième rang mondial, tandis que l'équipe de France féminine est sacrée championne du monde en 2012. Quant à lui, le championnat de première division n'est suivi que très ponctuellement par la presse nationale, avec notamment le journal sportif L'Équipe,. La couverture médiatique se fait principalement via les quotidiens régionaux Ouest-France, la Voix du Nord et Le Télégramme. Les chaînes de télévision locales Opal'TV, jusqu'à sa disparition, et TV Vendée font régulièrement des reportages sur la discipline.
En Italie, bien que le rink hockey ne rassemble pas autant de monde que dans les pays précédemment cités, le pays dispose lui aussi d'un championnat professionnel, la Serie A1, et de gymnases dont la capacité peut aller jusqu’à 2 500 places.

## Économie
En France, les clubs tirent principalement leurs budgets des sponsors, des subventions, de leurs activités et des cotisations. Le rink hockey y étant un sport confidentiel, les recettes publicitaires restent faibles. Les subventions reçues de la part des collectivités publiques ont une très grande importance pour les clubs. Quelques rares clubs dégagent une part de leur budget par la vente de billets d’entrée, notamment lors de grands évènements, ou en les offrant aux entités qui aident à l'organisation de certaines rencontres de très haut-niveau. L’investissement des bénévoles reste néanmoins essentiel pour les clubs.

Il est autorisé d’afficher tout type de publicité sur la piste et à l’intérieur des balustrades. Il est également possible d’utiliser les maillots des joueurs à des fins commerciales.
L’équipe du HC Quévert Team Cordon tient son nom d’une entreprise de réparation d’équipement de communication.
Cette pratique du naming est très répandu en Espagne. Pour les clubs espagnols de OK Liga, il est indispensable économiquement d'avoir un sponsor. L'Espagne, mais aussi le Portugal, connait une crise économique à la fin des années 2000 qui conduit les joueurs à s'exiler en raison des difficultés financières de leurs clubs : cela a pour conséquence de relever les championnats des pays d'accueil, mais aussi le niveau de leurs équipes nationales. Cet exode est aussi poussé par les meilleurs clubs des pays où le rink-hockey reste un sport amateur. Dans ces clubs, des joueurs, même de haut-niveau, venant de ligue professionnelle, doivent se subventionner financièrement par eux-mêmes. Ces clubs n'hésitent pas à envoyer des délégations à l'étranger afin d'étudier le marché des joueurs.
Certains pays profitent d'évènements internationaux pour investir dans des infrastructures importantes et coûteuses. Afin d'accueillir le Mondial 2013, l'Angola a investi près de 130 millions de dollars dans le complexe devant accueillir leur première compétition internationale.

### Règles de jeu
- (en) Fédération internationale de Roller-Sports, Rules of the Game, 2011, 52 p. (lire en ligne)

1. 1 2 3 4  Rules of the Game 2011 — Article 1, p. 4.
2. 1 2  Rules of the Game 2011 — Article 11 16.
3. ↑  Rules of the Game 2011 — Article 8, p. 10.
4. ↑  Rules of the Game 2011 — Article 5, p. 7.
5. ↑  Rules of the Game 2011 — Article 17, p. 23.
6. ↑  Rules of the Game 2011 — Article 9, p. 12.
7. ↑  Rules of the Game 2011 — Article 9, p. 13.
8. ↑  Rules of the Game 2011 — Article 25, p. 37.
9. 1 2  Rules of the Game 2011 — Articles 26 et 27, p. 38-39-40.
10. ↑  Rules of the Game 2011 — Article 28, p. 41-42.
11. 1 2  Rules of the Game 2011 — Article 29, p. 43 à 49.

- (en) Fédération internationale de Roller-Sports, Technical Rules of the Game, 2011, 35 p. (lire en ligne)

1. 1 2 3 4 5  Technical Rules of the Game 2011 — Article 2, p. 3.
2. 1 2  Technical Rules of the Game 2011 — Article 2, p. 4.
3. ↑  Technical Rules of the Game 2011 — Article 4, p. 6 à 9.
4. ↑  Technical Rules of the Game 2011 — Article 3, p. 4 à 6.
5. ↑  Technical Rules of the Game 2011 — Article 5, p. 10.
6. 1 2 3  Technical Rules of the Game 2011 — Article 17, p. 25-26.
7. ↑  Technical Rules of the Game 2011 — Article 19, p. 29-30.
8. ↑  Technical Rules of the Game 2011 — Article 18, p. 26 à 29.

### Manuels d'entrainement
- N.C., Tome 1 La technique individuelle - Le patinage, n.c., 22 p. (lire en ligne)

- N.C., Tome 1 La technique individuelle - Le jeu de crosse balle, n.c., 36 p. (lire en ligne)

- N.C., Tome 1 La technique individuelle - Les tirs, n.c., 32 p. (lire en ligne)

- FFRS, Tome 2 Initiation et perfectionnement, 2003, 99 p. (lire en ligne)

- N.C., Le gardien de but, n.c., 57 p. (lire en ligne)